# 카스텔누오보디가르파냐나
카스텔누오보디가르파냐나(이탈리아어: Castelnuovo di Garfagnana)는 이탈리아 토스카나주 루카도에 있는 코무네이다. 세르키오 강과 투리테 세카 강의 합류 지점, 아펜니노산맥과 아푸안알프스산맥을 통해 지나는 교차로에 가까이 위치해있다.
지역 경제는 곡물 생산과 화학, 섬유 산업에 기반을 하고 있다.

## 역사
도시의 첫 언급은 "카스트로 노보"(Castro Novo, 새로운 성)라는 명칭으로 8세기 공식 기록으로 거슬러 올라간다.
13세기 카스텔누오보디가르파냐나는 중요 무역 경로였던 강들과 가까이 위치했기에 시장 도시로서 발전하였다. 이후 14세기 루카의 관할권 하에 들어가 발전했다.
1316년, 카스텔누오보디가르파냐나 소유권은 마을에서 성에 들어갈 수 있게 다리를 세운 카스트루초 카스트라카니에게 주어졌다.
15세기 시작 무렵, 카스텔누오보디가르파냐나의 거주민들은 루카의 지배에 맞서 반란을 일으켰고, 1430년 페라라의 에스테 가의 보호하로 들어갔다. 에스테 가 통치하에서, 이곳은 대리 구역이 되면서 중요도가 커졌고 성당 같은 인상적인 종교 건물들을 세웠다.
1512년 우르비노 공작 프란체스코 델라 로베레가 이끄는 군대에 점령당했고, 몇년 뒤에는 피렌체 공화국에 점령당했으며 이들은 몇 년간 통치하기도 했다. 다음 해 에스테 가의 소유로 돌아왔고, 그들의 통치는 나폴레옹 보나파르트가 이끄는 프랑스군이 침입해올때까지 지속됐다.
프랑스 점령기에 카스텔누오보와 아푸안 알프스 산맥 일대는 치살피나 공화국이 되었다.
나폴레옹 제국 붕괴 후, 1861년 이탈리아의 통일까지 다스린 에스테 가문의 소유로 돌아왔다.

## 자매 도시
- 이탈리아 마르차나
- 이탈리아 드로네로

## 같이 보기
- 가르파냐나